# Dusty Baker
Johnnie B Baker Jr., detto Dusty (Riverside, 15 giugno 1949), è un ex giocatore di baseball e allenatore di baseball statunitense.

## Carriera

### Giocatore
Baker fu selezionato dagli Atlanta Braves al draft amatoriale del 1967. Giocò nelle leghe minori fino a quando ricevette la prima chiamata in MLB per la partita del 7 settembre 1968 contro gli Houston Astros. Per gran parte delle tre stagioni successive continuò tuttavia a scendere in campo prevalentemente nelle minors. Il vero inizio in pianta stabile della sua carriera in Major League ebbe luogo però nel 1972, quando fu parte del roster dei Braves sin dall'opening day: quell'anno collezionò 127 presenze, mettendosi in luce con una media battuta di .321 (terzo migliore nella National League), 143 valide, 17 fuoricampo e 76 punti battuti a casa. Ricevette anche qualche voto per il premio di MVP, chiudendo al 22º posto in tale graduatoria. Rimase ad Atlanta fino al termine della stagione 1975, quando ottenne la cessione.
Tra l'annata 1975 e 1976 fu scambiato ai Los Angeles Dodgers, squadra con cui nelle otto stagioni seguenti conseguì molti dei successi della sua carriera da giocatore. Al primo anno in biancoblù in 112 partite ebbe una media battuta di .242 inferiore ai suoi standard, raccogliendo solo 93 valide e 39 punti battuti a casa, condizionato anche da un problema ai legamenti del ginocchio che richiese un intervento chirurgico dopo la fine della stagione. Si riprese tuttavia nel 1977 giocando 153 partite con una media battuta di .291, 155 valide, 30 fuoricampo e 86 punti battuti a casa, in un'edizione che lo vide arrivare per la prima volta a disputare le World Series perse però contro i New York Yankees, dopo essere stato nominato pochi giorni prima MVP delle Championship Series della National League. Nel 1980 Baker arrivò quarto nelle votazioni per l'MVP della National League e fu inoltre premiato con il Silver Slugger Award, grazie ad un'annata da .294 di media battuta con 170 valide, 29 fuoricampo e 97 punti battuti a casa. La stagione 1981 fu accorciata da uno sciopero, ma ciò non impedì a Baker e ai Dodgers di vincere le World Series prendendosi la rivincita sugli Yankees: a livello personale, quell'anno Baker venne convocato per la prima volta all'All-Star Game e vinse sia il Silver Slugger Award che il Gold Glove Award, piazzandosi settimo nelle votazioni per l'MVP della National League con numeri pari a  .320 di media battuta, 128 valide e 49 punti battuti a casa. L'anno seguente, nel 1982, Baker batté con una media di .300 in 147 partite, con 171 valide, 23 fuoricampo e 88 punti battuti a casa, guadagnandosi la sua seconda e ultima convocazione all'All-Star Game. Concluse la sua carriera con i Dodgers nel 1983, battendo in stagione con una media di .260 e con 138 valide.
Per la stagione 1984 firmò da free agent con i San Francisco Giants, con giocò 100 partite e batté .292 con 71 valide e tre fuoricampo.
Prima dell'inizio dell'edizione 1985 fu ceduto agli Oakland Athletics in cambio di due giocatori delle leghe minori. Durante il suo periodo con la squadra giocò come esterno, ma a volte anche come prima base, disputando 61 partite in quella posizione e servendo anche come battitore designato in 28 partite complessive. Quell'anno giocò 111 partite con una media battuta di .268, 14 fuoricampo e 52 punti battuti a casa. La sua ultima stagione, nel 1986, lo vide giocare meno frequentemente, partecipando a 83 gare con una media battuta di .240. Apparve nella sua ultima partita il 4 ottobre 1986 contro i Kansas City Royals, senza ottenere valide (0 su 1) ma ricevendo due basi su ball prima di essere sostituito da un pinch runner nel settimo inning. Gli Athletics gli offrirono la possibilità di giocare a livello Triplo-A per la stagione 1987, ma Baker scelse la free agency e successivamente si ritirò.

### Allenatore
Dopo aver iniziato la carriera di broker finanziario, nel 1987 Baker accettò l'offerta da parte di Hank Aaron, Joe Morgan e Frank Robinson e volò a Dallas con l'incarico di trovare lavori per giocatori di baseball appartenenti a minoranze etniche una volta terminata la loro carriera da giocatori. Durante questa parentesi venne contattato dai San Francisco Giants per diventare il loro nuovo coach di prima base, incarico che ricoprì nel 1988. Nelle quattro annate successive, dal 1989 al 1992, rivestì invece il ruolo di hitting coach.
Nei mesi precedenti all'inizio della stagione 1993 Baker fu promosso a nuovo manager della squadra, diventando così il settimo manager afroamericano a guidare una squadra di MLB. Nel suo primo anno come manager dei Giants Baker, che aveva appena accolto Barry Bonds nella squadra, vinse il premio come miglior manager della National League, guidando la squadra a un record di 103-59. Nonostante questo bilancio, le 104 vittorie degli Atlanta Braves non permisero ai californiani di qualificarsi per i play-off. Baker divenne però il primo manager dai tempi di Sparky Anderson a vincere 100 partite nella sua stagione di debutto. Successivamente Baker guidò i Giants a vincere i titoli divisionali nel 1997 e nel 2000, ottenendo il premio di miglior manager della National League anche in quegli anni, anche se poi il cammino della squadra ai play-off si interruppe già alle Division Series in entrambi i casi. Nel 2002 i Giants riuscirono a raggiungere le World Series nonostante fossero Wild Card: dopo aver battuto i Braves e i Cardinals, infatti, si qualificarono per le finali contro gli Anaheim Angels arrivando anche ad un soffio dal titolo, salvo poi subire una clamorosa rimonta che li portò dal condurre 5-0 al settimo inning di gara 6 al perdere sia quella stessa partita per 6-5 che la a quel punto decisiva gara 7. Nonostante i successi di Baker, il suo rapporto con il proprietario Peter Magowan divenne teso e, dopo la stagione, il contratto di Baker non fu rinnovato. Baker concluse il suo mandato a San Francisco con un record di 840 vittorie e 715 sconfitte nella stagione regolare, e di 11 vittorie e 13 sconfitte nei play-off.
Approdò così ai Chicago Cubs con un contratto quadriennale dal 2003 al 2006. Nella sua prima stagione come manager dei Cubs, Baker ebbe grande impatto, portando i Cubs a vincere il titolo divisionale per la prima volta in quattordici anni. Con un monte di lancio di alto livello e grandi battitori come Sammy Sosa e Moisés Alou, i Cubs vinsero la National League Division Series, segnando la loro prima vittoria nei play-off dalla World Series del 1908. Tuttavia, le speranze di un titolo furono spezzate nella National League Championship Series del 2003 contro i Florida Marlins visto che in gara 6, con i Cubs in vantaggio 3–0 e a cinque out dalla vittoria, una controversa giocata di un tifoso (che di fatto si sporse e prese la pallina anziché farla cadere nel guanto di Alou in territorio di foul) invertì l'inerzia della partita propiziando una clamorosa rimonta dei Marlins che segnarono otto punti nell'ottavo inning e vinsero non solo quell'incontro ma anche poi la decisiva gara 7, aggiudicandosi il titolo a discapito dei Cubs. Nel 2004 i Cubs furono coinvolti in una serrata corsa per la Wild Card, senza però successo. Il rendimento dei Cubs continuò a diminuire e nel 2006, chiudendo con un record di 66-96, si classificarono all'ultimo posto nell'intera National League. Il contratto di Baker non fu rinnovato, e così egli chiuse il suo mandato con un record di 322 vittorie e 326 sconfitte in stagione regolare e di 6 vittorie e 6 sconfitte nei play-off.
Passò poi ai Cincinnati Reds. Nel 2008 e 2009, la franchigia dell'Ohio terminò con un record rispettivamente di 74–88 e 78–84, piazzandosi al quinto e quarto posto nella NL Central. Nel 2010 i Reds si affermarono come una delle squadre in ascesa, vincendo il titolo della NL Central il 28 settembre e qualificandosi per i play-off per la prima volta in quindici anni. Tuttavia, la loro avventura nei play-off si concluse rapidamente con una sconfitta per 3-0 contro i Philadelphia Phillies nelle NLDS. Baker firmò un rinnovo biennale il 4 ottobre 2010. Nel 2012 i Reds vinsero 97 partite e conquistarono il titolo della NL Central per la seconda volta in tre anni. Nel settembre 2012 Baker fu ricoverato in ospedale a Chicago per problemi di cuore, ma la squadra si qualificò per i play-off anche in sua assenza. Nella NLDS del 2012 i Reds iniziarono bene battendo i San Francisco Giants nelle prime due partite, ma subirono una rimonta perdendo la serie 3-2. Il 15 ottobre 2012 Baker firmò un'altra estensione biennale come manager dei Reds. Nel 2013 i Reds vinsero 90 partite, ma terminarono terzi nella divisione. Baker fu licenziato dai Reds tre giorni dopo la sconfitta nel Wild Card Game contro i Pittsburgh Pirates. Con un record di 509 vittorie e 463 sconfitte in regular season e un record di post-season di 2 vittorie e 7 sconfitte, Baker fu l'unico manager dei Reds a terminare con un record vincente dai tempi di Jack McKeon.
Dopo tre anni di inattività, Baker fu nominato manager dei Washington Nationals prima dell'avvio della stagione 2016. Nella sua prima stagione con i Nationals, Baker portò la squadra a vincere la NL East con 95 vittorie, un miglioramento di dodici partite rispetto all'anno precedente, tuttavia persero le Division Series contro i Los Angeles Dodgers in cinque partite. L'anno successivo i Nationals vinsero nuovamente la NL East, ma furono sconfitti alle NLDS dai Chicago Cubs, ancora una volta in cinque partite. In gara 5, i Nationals persero un vantaggio di 4-1 dopo un quinto inning caotico. Questa fu la decima volta in quattordici anni che una squadra allenata da Baker perse una partita decisiva per avanzare ai playoff. Il 20 ottobre 2017 i Nationals annunciarono che Baker e tutto il suo staff tecnico non sarebbero stati riconfermati per la stagione seguente.
Il 13 gennaio 2020 andò a occupare la posizione di manager degli Houston Astros lasciata libera dal licenziamento di A.J. Hinch a causa dello scandalo del furto di segnali della squadra. Baker diventò il terzo a essere assunto dopo i settant'anni ed il primo a gestire più di 3 000 partite in una lega prima di allenare una nell'altra, poiché questo fu il suo primo incarico in una squadra facente parte dell'American League. La stagione 2020, accorciata a causa della pandemia, vide gli Astros qualificarsi per i play-off come sesta squadra del seeding. Baker divenne il primo manager della storia a portare cinque squadre diverse ai play-off. Guidò la squadra fino all'American League Championship Series (ALCS), dove perse contro i Tampa Bay Rays in sette partite, nonostante avessero rimontato da uno svantaggio di 3 gare a 0. Nel 2021 Baker portò gli Astros a vincere la AL West e raggiunse le sue seconde World Series da manager, ma arrivò una sconfitta contro gli Atlanta Braves in sei partite. Nel 2022 Baker ottenne la sua vittoria numero 2 000 come manager, diventando il primo afroamericano a raggiungere tale traguardo. La stagione 2022 culminò con la vittoria del suo primo titolo come manager, visto che gli Astros batterono i Philadelphia Phillies in sei partite facendo di Baker, a 73 anni, il manager più anziano a vincere le World Series. Nel 2023 Baker continuò a infrangere record, tra cui diventare il manager con più vittorie nei play-off nella storia degli Astros, superando A.J. Hinch. Tuttavia gli Astros furono sconfitti dai Texas Rangers in sette partite nelle Championship Series. Due giorni dopo la conclusione della serie, il 25 ottobre 2023, Baker annunciò il suo ritiro.

## Palmarès

### Giocatore
- World Series: 1

Los Angeles Dodgers: 1981

### Allenatore
- World Series: 1

Houston Astros: 2022
- Allenatore dell'anno della National League: 3

1993, 1997, 2000